# John G. Otis
John Grant Otis (* 10. Februar 1838 bei Danby, Rutland County, Vermont; † 22. Februar 1916 in Topeka, Kansas) war ein US-amerikanischer Politiker. Zwischen 1891 und 1893 vertrat er den vierten Wahlbezirk des Bundesstaates Kansas im US-Repräsentantenhaus.

## Werdegang
John Otis besuchte das Burr Seminary in Manchester (Vermont) und das Williams College in Williamstown (Massachusetts). Nach einem Jurastudium an der juristischen Fakultät der Harvard University wurde er im Jahr 1859 als Rechtsanwalt zugelassen. Noch im gleichen Jahr zog Otis nach Topeka in Kansas, wo er als Anwalt arbeitete. 1862 war er während des Bürgerkrieges an der Aufstellung des ersten Regiments mit afroamerikanischen Soldaten in Kansas beteiligt. Zwischen 1863 und 1865 war er im Rang eines Colonel Zahlmeister des dem Gouverneur von Kansas unterstellten Militärpersonals.
Nach dem Krieg wurde Otis in der Landwirtschaft tätig. In der Nähe von Topeka betrieb er eine Milchfarm. Zwischen 1873 und 1875 war er Staatsbeauftragter für das Farmwesen (Grange) und von 1889 bis 1891 hielt er Vorlesungen zum Thema Landwirtschaft. Entsprechend seiner landwirtschaftlichen Interessen schloss er sich der kurzlebigen Populist Party an. Bei den staatsweit abgehaltenen Kongresswahlen des Jahres 1890 wurde er als deren Kandidat für den vierten Abgeordnetensitz des Staates in das US-Repräsentantenhaus in Washington, D.C. gewählt. Dort trat er am 4. März 1891 die Nachfolge des Republikaners Harrison Kelley an. Da er aber für die Wahlen des Jahres 1892 von seiner Partei nicht wieder nominiert wurde, konnte Otis bis zum 3. März 1893 nur eine Legislaturperiode im Kongress absolvieren.
Nach dem Ende seiner Zeit in der Bundeshauptstadt Washington widmete sich John Otis wieder seinen früheren Tätigkeiten. Er starb am 22. Februar 1916 in Topeka und wurde dort auch beigesetzt.